# 김성옥 (탁구 선수)
김성옥(1967년 3월 27일~)은 대한민국의 장애인 탁구 선수로, 2016년 하계 패럴림픽에서 동메달을 획득했다.